# Oreste Berta
Oreste Santiago Antonio Berta (Rafaela, Provincia de Santa Fe, 29 de septiembre de 1938)2 es un proyectista, desarrollista y constructor integral de motores y automóviles de competición, fundador de Oreste Berta S.A. en 1968.
Tiene tres títulos Honoris Causa otorgados por las Universidades Nacionales de Córdoba, San Juan y la Tecnológica Nacional.
Entre sus obras que más reconocimiento tienen se encuentran el Berta LR, un auto diseñado 100% en Argentina y motorizado por la planta impulsora denominada Berta V8, a partir de un motor Cosworth para las temporadas del Mundial de Sport Prototipos.
En el país, se lo reconoce como la persona que, a partir de su paso y formación en Industrias Kaiser Argentina, para luego crear su propia empresa, culminó siendo el artífice del desarrollo y alistamiento de los motores de Torino que le dieron los títulos de Campeón Argentino de Turismo Carretera a la marca en 1967, 1969, 1970 y 1971, y subcampeón en 1968.
Bajo su Dirección General, la empresa Renault participó y logró una impresionante cantidad de victorias y títulos en TC2000 con los modelos Fuego y 19 entre 1985 y 1996. Entre 1997 y 2010 la vinculación en la misma categoría, fue a través del equipo Ford-YPF, alcanzando varios campeonatos.
Actualmente Oreste Berta S.A., ubicada en las adyacencias a la ciudad de Alta Gracia, se convirtió con el tiempo en "La Fortaleza", un centro de desarrollos y ensayos para el automovilismo y la industria automotriz, montado en un predio de 14 hectáreas donde se cuenta con un Circuito de Pruebas propio y la Academia formativa de jóvenes pilotos de competición.
El desarrollo general, la producción de componentes y abastecimiento permanente de motores multiválvulas para el Turismo Carretera y TC Pista, como así también el suministro de todas las plantas impulsoras de las tres divisiones del Top Race y F3 Sudamericana, entre otras.

## Biografía
Oreste Berta nació el 29 de septiembre de 1938 en la localidad de Rafaela, Santa Fe. De pequeño, mostró gran interés en el armado de motores, cuando jugaba en la escuela con todo tipo de herramientas y pistones de motor, que llevaba entre sus cosas. Con este interés, a los 15 años inició sus estudios superiores, pero prefirió ser autodidacta ya que, según sus palabras, estudiando por sus propios medios aprendía más que siguiendo el programa de los profesores. Luego obtuvo una beca para realizar un viaje a Estados Unidos, donde realizó sus primeras armas en el mundo motor preparando motores de motos y especializándose principalmente en las marcas Ducati y Cucciolo.
En 1965 regresa a su país, donde pone en marcha un ambicioso proyecto para el automovilismo nacional. De manera particular, encara la preparación de un Renault Dauphine para competir en la categoría argentina Turismo Carretera. El desarrollo de este modelo consistió en el agrandamiento del motor original del coche (un Renault Ventoux de 843 cm³), al cual se le aumentó su cilindrada nominal a 1000 cm³. Asimismo, le fueron practicadas reformas como el reemplazo de su frontal original por uno de fibra de vidrio para mejorar su relación peso-potencia. Finalmente, este coche se presentó el 13 de marzo de 1966 en el Autódromo de Buenos Aires, donde con Eduardo Copello al volante logró liderar la competencia en las tres vueltas que pudo dar, hasta su prematuro abandono por una falla en el impulsor.

### La era Torino
En 1966 es designado director del equipo oficial Industrias Káiser Argentina de Turismo Carretera. La intención de IKA fue la de presentar sus productos en el automovilismo nacional, siendo destacada la joya de la corona: el IKA Torino. Bajo su batuta, Berta llevó a IKA a alzarse con los campeonatos de 1967, 1969, 1970 y 1971, y con el subcampeonato de 1968. La preparación de los motores jugó un papel importante, además de la utilización de los prototipos Liebre-Torino (diseñados y desarrollados por Heriberto Pronello), como también los Torino 380W, siempre con la buena atención de Berta.
En 1969, Berta se une a la "Mision Argentina" que iba a participar de Le Marathon de la Route donde el preparador haría gala a nivel mundial de sus dotes preparativas. El equipo, dirigido por Juan Manuel Fangio, llevaba a Berta como Director Técnico y encargado de la preparación de los motores de los tres Torino que participaron de la competencia. También llevaba a un grupo de los mejores pilotos del país. 
De esta epopeya, formaron parte:
- Juan Manuel Fangio, director deportivo.
- Oreste Berta, director técnico.
- Torino 1: Luis Rubén Di Palma, Carmelo Galbato y Oscar Fangio;
- Torino 2: Jorge Cupeiro, Gastón Perkins y Eduardo Rodríguez Canedo;
- Torino 3: Eduardo Copello, Oscar Mauricio Franco y Alberto Rodríguez Larreta.

Como resultado final, el Torino nro.3 fue el coche que más vueltas dio al trazado, sorprendiendo a los europeos. Sin embargo, una serie de restricciones impuestas a última hora hicieron que el Torino pierda hasta su lugar en el podio. No obstante lo cual la tarea de La Misión quedó para siempre en el anecdotario del automovilismo argentino, celebrándose al cumplirse los 50 años de dicha epopeya una gran fiesta en La Fortaleza con la participación de 470 usuarios de Torino de toda la Argentina. 
En 1972, Berta continuó ligado a IKA, pero comenzaron a sucederse diferentes inconvenientes con pilotos de otras marcas, quienes se quejaban por el reglamento del Turismo Carretera, insinuando que el mismo favorecía al Torino. Luis Rubén Di Palma, que en ese entonces manejaba los coches de Berta, y el mismo preparador anunciaron su retiro de la categoría. A partir de ese entonces, nunca más se vio a un Torino triunfador.
Sin embargo, su trabajo con IKA no terminó, ya que en 1973 se puso a trabajar en el proyecto de un motor 100% nacional para equipar al Torino. Fue el nacimiento del motor "Torino OHC" de 3800 cm³ y 7 bancadas, llegando a generar una potencia de 215 HP y una velocidad máxima de 205 km/h.

### El Berta LR
En 1969 Oreste Berta puso manos a la obra en el armado de un coche de carreras para el Mundial de Sport Prototipos. Se trataba de un coche cuyo chasis era un trefilado artesanal de caños y una carrocería realizada en fibra de vidrio. Para su desarrollo, Berta consiguió alistar un motor Ford Cosworth V8 traído desde Inglaterra. El hecho de haber traído este motor (muy utilizado en Fórmula 1 pero de poca tradición en el Sport Prototipo), se debió a su bajo costo y su facilidad de manutención.
Las primeras pruebas del coche fueron complicadas, con dos accidentes duros: en el primero, Berta se accidentó tratando de probar su coche en Buenos Aires, afortunadamente sin consecuencias físicas para él, pero debido a lo arruinado que quedó el auto, hubo que volver a empezar.

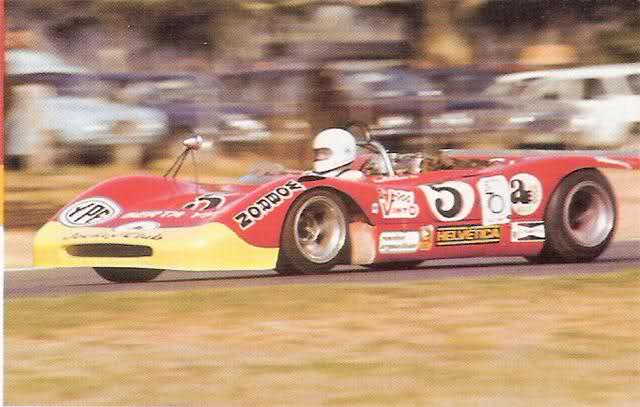
Berta LR de Luis Rubén Di Palma, 1972.

La presentación del equipo fue en los 1000 km de Buenos Aires en 1970, disputados en el Autódromo de Buenos Aires. Berta recibió el apoyo económico del diario “La Razón”, lo que motivó el agregado de las iniciales “LR” al prototipo. Sin embargo, durante las pruebas del día viernes, ocurrió el segundo accidente del prototipo con Oscar Mauricio Franco a bordo. El Berta LR se había estrellado contra el paredón de la última tribuna del autódromo y Franco salió despedido a casi 6 metros de su habitáculo. El panorama mostraba a Berta desesperado, desgajando un pedazo de la carrocería del auto con el cual fabricó una precaria camilla en la cual trasladar a su piloto. Luego de ser llevado al hospital, el parte médico informó una fractura de codo y pérdida de conocimiento.
Berta logró rearmar el vehículo en los tres días previos a la carrera. Para suplir la vacante de Franco, Carlos Marincovich fue convocado para pilotear el Berta LR. Hizo el tercer registro en pruebas de clasificación. Marincovich corrió junto a Luis Rubén Di Palma, retirándose tras 28 vueltas.

### El motor Berta V8, Fórmula 5000 y sport prototipos y Fórmula 1 internacionales
La repercusión que tuvo la participación del Berta LR fue motivo de reconocimiento por parte del entonces Presidente de facto argentino Juan Carlos Onganía. Sin imaginarlo, Onganía fue quien le dio la idea a Berta de un coche creado 100% en el país y que sea orgullo nacional, ya que no le parecía ético que un coche nacional tenga entrañas extranjeras. Fue así que, luego del recibimiento, Berta fue animado a preparar un motor 100% nacional; fue la génesis del Motor Berta V8.
Para su fabricación, Berta tomó como base el motor Cosworth que equipaba a su máquina. Luego de un estudio intensivo y de diferentes reformas y tratamientos, Berta se encargó de la construcción del nuevo motor y obtuvo lo que esperaba: un motor altamente competitivo. Según sus palabras, el Cosworth y el Berta sólo eran parecidos en que “eran dos motores atmosféricos con ocho cilindros en V”, aunque admitía que en preparación el Berta era muy similar a los Alfa Romeo 3000. Fue entonces que sorprendió al mundo con un coche fabricado 100% en un país que a la mayoría de los europeos les era desconocido. Siempre en 1970, realizó una incursión en Europa, participando en los 1.000 Kilómetros de Nürburgring, abandonando después de desempeñarse en el medio de un nutrido pelotón. Nadie lo sabía, pero era sería la primera y única intervención del Berta LR en una prueba por el campeonato mundial Sport. Para la edición 1971 de los 1000 km de Buenos Aires, nuevos problemas motrices obligaron al retiro del Berta antes de las tandas clasificatorias. Y el año siguiente, un accidente de su piloto Luis Di Palma y su posterior no aprobación médica, sumado a nuevos problemas con el motor, hicieron que Berta no presentara su auto, ahora azul y amarillo. Quedarían algunas carreras en Brasil como cierre de un proyecto que no pudo desarrollarse debidamente.

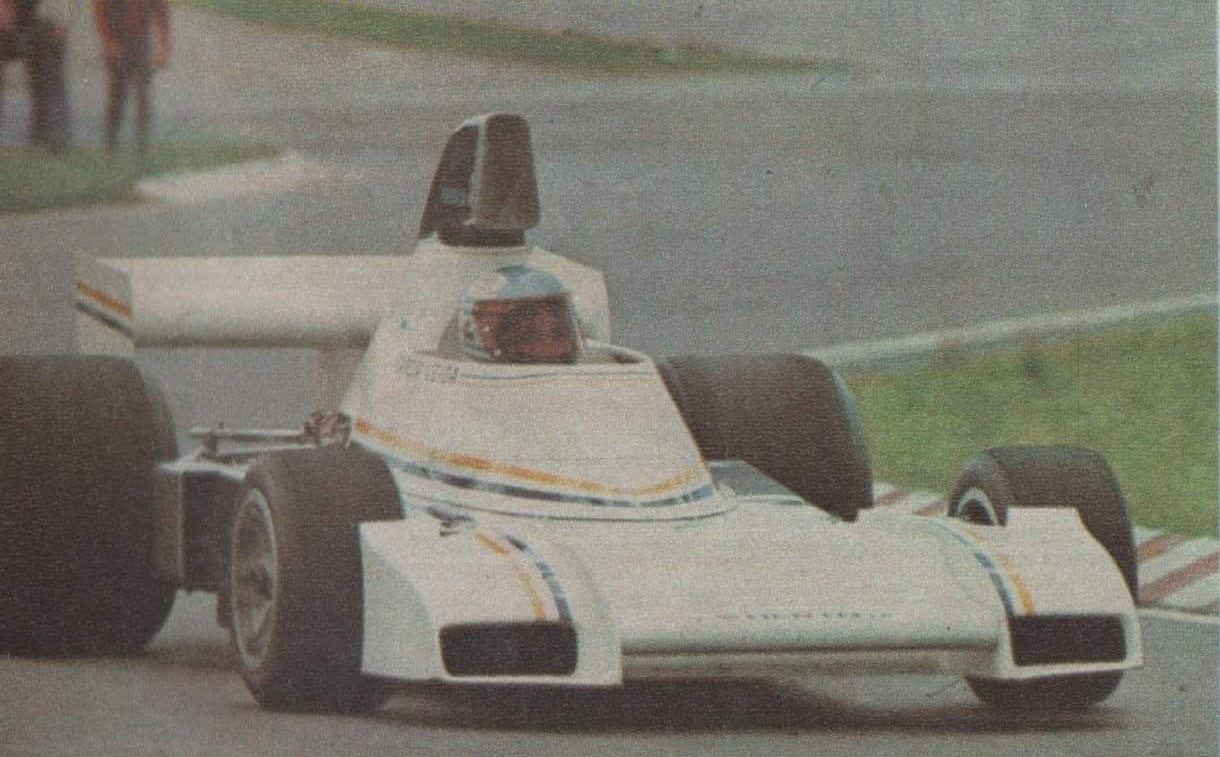
Néstor García probando el Berta F1.

En 1974, Berta encaró su participación en la Fórmula 5000 Estadounidense con el patrocinio de Francisco Mir, ingeniero argentino residente en Estados Unidos, siendo piloteado alternadamente por Di Palma como segundo piloto con el dorsal 36, Néstor García Veiga y Bill Simpson como probable primer piloto reserva en Formula 1 Internacional junto a Mauricio Garcia como segundo probador. A pesar de algunos buenos parciales, la falta de apoyo económico hizo que se abandonara esta aventura, pero la base de este monoplaza (denominado Berta BA3 y equipado con motor Chevrolet), sirvió para encarar la aún más osada de presentar un monoplaza de Fórmula 1 bajo el proyecto conocido como Berta F1. Las pruebas fueron llevadas a cabo por García Veiga en Buenos Aires hacia fines de 1974. El Berta, nuevamente con motor propio, fue inscripto en los GP de Argentina y Brasil con el número 29. Pero la planta motriz no erogaba la potencia necesaria, lo que hizo que Berta retirara la inscripción del que podría haber sido el primer monoplaza de Fórmula 1 argentino, si exceptuamos la fallida aventura del Autoar Grand Prix (exCisitalia) en los 50. Wilson Fittipaldi, que presentaba el otro nuevo equipo sudamericano conocido como Copersucar, ofreció un motor Cosworth para que el Berta utilizara en las dos competencias, pero la condición era que fuera devuelto sin daños, lo que hizo que Berta abandonara esta idea.

### La F2 Codasur, el binomio Berta-Maldonado y la F3 Sudamericana
En 1980 Oreste Berta se pone en contacto con Guillermo Maldonado, iniciando una unión que sorprendería a nivel continental en las carreras de Fórmula 2. Inicialmente, y con el apoyo de la red de concesionarios Volkswagen, Maldonado decide iniciar su camino en la Fórmula 2 Argentina. Para ello, convoca a Oreste Berta en la preparación del monoplaza. Durante su visita a las instalaciones que Berta había fundado en la localidad cordobesa de Alta Gracia, Maldonado aprendió varios secretos sobre la preparación de motores de automóviles.
La unión Berta-Maldonado, tuvo sus frutos en 1980, cuando este último consigue alzarse con el título de campeón. El arma utilizada, fue un prototipo F2 diseñado íntegramente por Berta y motorizado con un impulsor de Dodge 1500. El coche fue bautizado como Berta-VW.
Con la implementación en 1982 de la Fórmula 2 Codasur, el binomio Berta-Maldonado volvió a demostrar solidez. Además, lo sorprendente de todo esto fue el hecho de que, a lo largo de los cuatro años en los que se desarrolló la categoría, Berta y Maldonado se alzaron con todos los títulos de la misma, implementando un récord insólito: el del único piloto en salir campeón en todos los años que duró una categoría de automovilismo de velocidad.
En 1987 se creó la Fórmula 3 Sudamericana en reemplazo de la Fórmula 2 Codasur. En esta categoría Berta continuó preparando monoplazas, llegando a coronarse como primer campeón de F3 el brasileño Leonel Friedrich con un modelo evolucionado del antiguo Berta VW. Años más tarde Berta se retiraría como carrocero dando lugar a las grandes marcas europeas, como ser Dallara, Ralt, Reynard o TOM'S.
Sin embargo, y con el fin de abaratar costos, las autoridades de la F3 volvieron a contactarse con Oreste Berta para iniciar a partir de 2005 el desarrollo y la provisión de motores F3 by Berta para todos los coches de la categoría. Este motor es un derivado de un Ford Duratec de 2.2 litros y especialmente preparado para la categoría.

### El TC 2000 y la era de laFuego
En 1984 Renault Argentina decide ingresar al automovilismo nacional, luego de formar parte de Industrias Kaiser Argentina. Para ello, alista en su equipo oficial dos unidades Renault 18 y convoca nuevamente a Oreste Berta para la preparación de los motores. Los resultados obtenidos por Berta en el equipo IKA de Turismo Carretera hacían que las relaciones con la marca sucesora sigan intactas, por lo que esta vuelta significó una pequeña revancha por parte del motorista.
En 1985 Renault hace debutar a su coche más prestigioso en competencias nacionales: la Coupé Fuego. La preparación contó con la magia de Oreste Berta, además de hacer estallar el libro de pases con su flamante incorporación: Juan María Traverso. Luego de varios años defendiendo a Ford, Traverso volvió a sus orígenes para competir con los nuevos autos de Berta. El debut fue bastante auspicioso para la marca.
En 1986 y luego de un dominio abrumador por parte de las huestes del rombo, Juan María Traverso logra alzarse con el título de campeón argentino de TC 2000, dando inicio a su incansable manera de levantar trofeos.
La alianza entre Berta y Renault duró hasta 1996. Durante ese período, el motorista le dio a la marca un gran número de récords, como ser:
- La escudería con más títulos obtenidos de manera consecutiva: Berta Sport 6 desde 1988 hasta 1993
- El motorista con más títulos obtenidos de manera consecutiva: Oreste Berta con 6 títulos.
- El piloto con más títulos obtenidos de manera consecutiva: Juan María Traverso con 4 títulos.

Otras marcas como ser "La marca con mayor número de títulos obtenidos de manera consecutiva", "El modelo con mayor número de títulos de manera consecutiva" o "El modelo con mayor número de títulos", están compartidas con un equipo particular que obtuvo el título en 1987 con Silvio Oltra. Durante ese período, Berta obtuvo los campeonatos de 1986, 1988, 1989 (con Miguel Ángel Guerra), 1990, 1991, 1992 y 1993 y los subcampeonatos de 1987, 1988 y 1989.
Sin lugar a dudas, la presencia de Berta en Renault significó una era muy prodigiosa para esta marca. En 1995 Renault puso en pista al Renault 19 en reemplazo de la Fuego, obteniendo el subcampeonato de ese año. Pero la situación ya no era la misma, por lo que la alianza se terminó disolviendo en 1996.

### El equipo Ford
En 1997 Ford Motor Argentina teje una alianza con Oreste Berta para preparar los nuevos modelos del Ford Escort. Esta alianza, nuevamente deposita a Berta en el TC 2000 y consigue reafirmar su apellido como excelencia en preparación de motores. En este nuevo período, Oreste ya no se encuentra solo en lo que a armar un equipo se refiere: su hijo Oreste (apodado “Orestito”) colabora con su padre en la preparación y en la dirección técnica del equipo. El resultado de esta nueva alianza fue la obtención del título de campeón de TC 2000 ese mismo año, éxito que se repetiría en 2000 y 2001.
En 2002 el Berta Motorsport y el equipo oficial Ford deciden poner en pista a los nuevos Ford Focus. Nuevamente, con la atención de Oreste Berta, los Focus se alzan con el título de campeón en 2003 y 2005. Para 2004 Brian Berta (hijo mayor de Oreste) crea un equipo satélite para dar apoyo al equipo oficial. El resultado muestra a los coches semioficiales tan competitivos como los oficiales. Este equipo finalmente fue disuelto en 2007. El trabajo de Berta junto a la escudería oficial Ford se extendió aun cuando él mismo fuera contratado exclusivamente por TC 2000 para desarrollar y proveer motores para todas las marcas. El vínculo Berta-Ford finalizó a fines de 2009 cuando se hiciera cargo de la representación oficial de la casa del óvalo la escudería HAZ Racing Team.

### El desarrollo de los motores TRV6 y TC 2000
En 2004 el empresario y expiloto argentino Alejandro Urtubey compra las acciones de la categoría nacional Top Race. Viendo que el parque automotor no respetaba el espíritu de la categoría (comenzaban a aparecer coches de segmentos menores, llegando a salir campeón un Ford Escort), decide reformularla totalmente. Para ello, convoca a Oreste Berta y le confía la preparación de un motor 100% fabricado en el país y completamente rentable. Berta decide iniciar el estudio exhaustivo de un motor Jaguar AJ-V6 de 3000 cm³ y 255 HP de potencia, y luego de recibir la autorización por parte de la Ford Motor Company (en ese entonces propietaria de Jaguar Cars) comienza la producción de los nuevos motores para la nueva categoría.
Este motor mantiene la cilindrada original del motor Jaguar, sólo que en este caso Berta decidió exprimirlo un poco más, logrando que el mismo finalmente desarrolle 300 HP de potencia en lugar de los 255 originales. El resultado, fue un motor V6 100% hecho en el país, y con un costo muy bajo. El motor fue bautizado como “TRV6 by Berta”. El año 2005 fue el gran debut de la categoría, en la cual los más experimentados pilotos del país le dieron el visto bueno a la idea de Urtubey y recibieron con mucho agrado estas nuevas maravillas de Berta. La presencia de los tradicionales clubes de fútbol argentinos le dieron el espaldarazo final a la nueva categoría.
En 2006 se deja de correr el Top Race original, por lo que se busca de alguna forma suplir ese vacío de calidad que quedara entre el TRV6 y otras categorías como ser el TC 2000 o Turismo Nacional. Nuevamente, Urtubey recurre a Berta para la fabricación de nuevos motores, con el fin de lograr tapar ese bache de calidad. Nuevamente, el apodado «Mago de Alta Gracia» respondió preparando motores a partir de la base de los motores Ford Duratec de 2200 cm³ y 160 HP. El resultado fue un motor de 4 cilindros en línea, 2200 cm³ y 253 HP, el cual fue bautizado como “Duratec by Berta”. Este motor era similar al ya usado para proveer a la Fórmula 3 Sudamericana, sólo que variaba en su preparación. Con estos motores se dio inicio a la divisional Junior del Top Race, conocida como Top Race Junior.
En 2008, por causa de la crisis mundial que se originó en Estados Unidos, varias terminales automotrices amenazaron con retirarse del TC 2000 debido a los altos costos en mantenimiento que esta categoría provocaba. La dirigencia de la categoría volvió a recurrir a Oreste Berta para encontrar una solución, la cual llegó con el desarrollo de nuevos motores Duratec by Berta, que fueron implementados a partir de 2009. Gracias a esta provisión, no sólo varias automotrices decidieron quedarse, sino que se agregaron otras terminales que mostraron interés en el proyecto.
Una vez más, Oreste Berta demostraba ante el mundo sus cualidades como motorista. También, una vez más daba muestra de la capacidad productiva de la República Argentina con el armado de sus motores. Hoy en día, su fortaleza de Alta Gracia es la sede de su propia empresa constructora de motores Oreste Berta S.A., empresa de la cual es su actual presidente.

## Actualidad

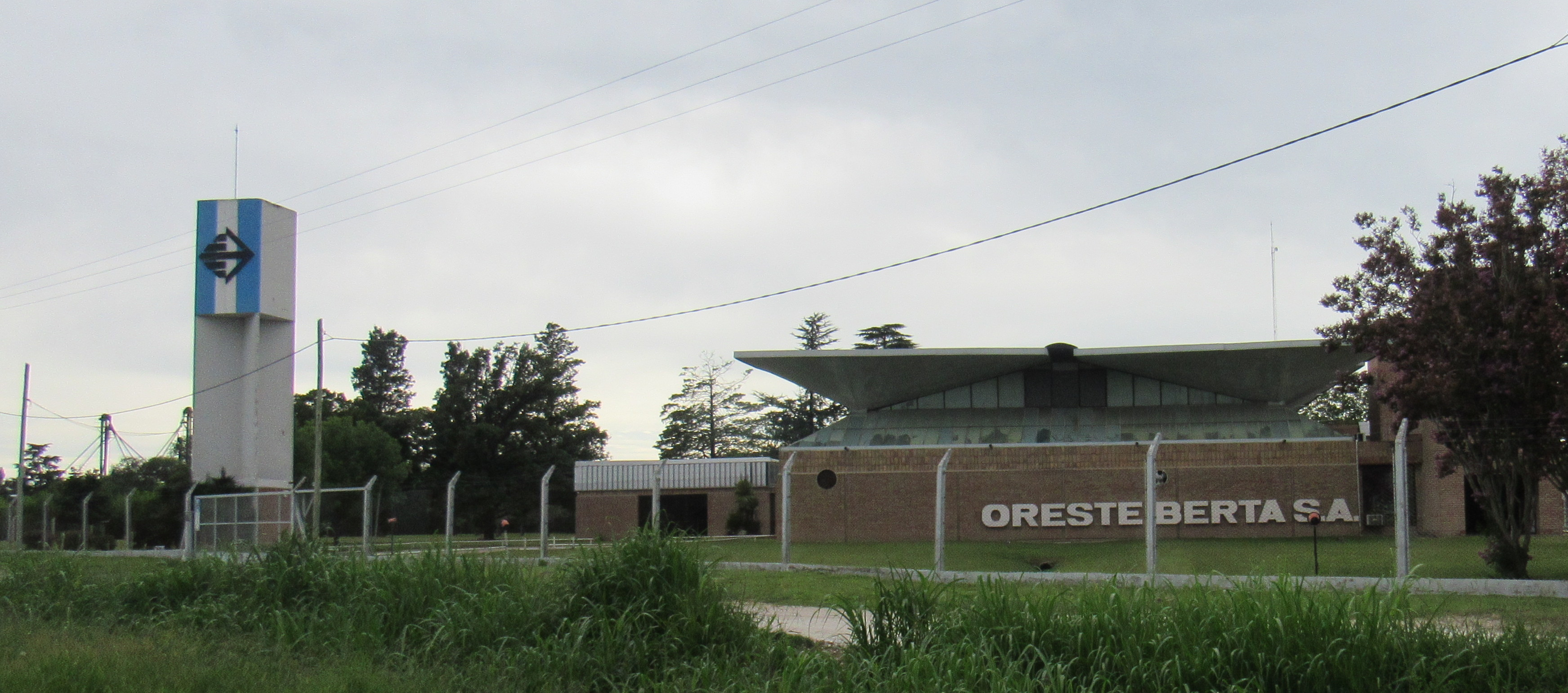
Oreste Berta S.A. en Alta Gracia

Hoy en día, Oreste Berta vive en la localidad cordobesa de Alta Gracia, está casado y tiene 3 hijos, de los cuales el mayor y el menor (Brian y Oreste), colaboran con él en la preparación de coches de carreras. Además, es presidente de su propia empresa constructora de motores.
Actualmente, dirige el proyecto de motorización de las categorías Top Race, TC 2000 y Fórmula 3 Sudamericana. Asimismo, prestó colaboración a la Asociación Corredores de Turismo Carretera, para la creación de nuevas plantas impulsoras multivalvulares para su parque automotor.
El 28 de febrero de 2019, en el Rectorado de la Universidad Tecnológica Nacional (UTN), el Consejo Superior otorgó el Reconocimiento del Título Doctor Honoris Causa al señor Oreste Santiago Antonio Berta, el máximo reconocimiento universitario de esa casa de estudios "por los logros en la industria metalmecánica y automotriz, contribuyendo al progreso social, científico y cultural". Cabe mencionar, que fue reconocido también con el Título Honoris Causa por Universidad Nacional de Córdoba, y la Universidad Nacional de San Juan, y obtuvo la mención de honor del Senado de la Nación Argentina. Además, contribuyó con la UTN Facultad Regional Córdoba en la formación de los estudiantes en actividades relacionadas con su especialidad.
También desarrolla motores de rally y CARX, y es parte de la actividad cotidiana en la empresa, que además asesora permanentemente a categorías regionales, nacionales e internacionales en lo que es investigación y performance.